# Manambotra Sud
Manambotra Sud is een plaats en commune in het zuiden van Madagaskar, behorend tot het district Farafangana, dat gelegen is in de regio Atsimo-Atsinanana. Tijdens een volkstelling in 2001 telde de plaats 5.431 inwoners.
De plaats biedt enkel lager onderwijs aan. 94,9 % van de bevolking werkt als landbouwer, 4 % houdt zich bezig met veeteelt en 1 % verdient zijn brood als visser. Het belangrijkste landbouwproduct is maniok; andere belangrijke producten zijn koffie, peper en rijst. Verder is 0,1 % actief in de dienstensector.